# 6793 Palazzolo
6793 Palazzolo è un asteroide della fascia principale. Scoperto nel 1991, presenta un'orbita caratterizzata da un semiasse maggiore pari a 2,6770653 au e da un'eccentricità di 0,1601145, inclinata di 4,92562° rispetto all'eclittica.
L'asteroide è dedicato alla città di Palazzolo sull'Oglio.